# 華坪県
華坪県（かへい-けん）は中華人民共和国雲南省麗江市に位置する県。

## 歴史
- 1949年10月1日 - 中華人民共和国雲南省麗江専区が成立し、華坪県と共に麗江県・永勝県・剣川県・鶴慶県・蘭坪県・中甸県・維西県・碧江設治局・寧蒗設治区・徳欽設治区・福貢設治区・貢山設治局が発足。(8県2設治局3設治区)

## 行政区画
下部に4鎮、4民族郷を管轄する。
- 鎮
  - 中心鎮、栄将鎮、興泉鎮、石竜壩鎮
- 民族郷
  - 新荘リス族タイ族郷、通達リス族郷、永興リス族郷、船房リス族タイ族郷

## 交通

### 空港
- 麗江三義空港
- 寧蒗瀘沽湖空港（中国語版）

### 鉄道
- 中国鉄路総公司
  - 中国鉄路昆明局集団公司

### 道路
- 高速道路
  - 蓉麗高速道路（中国語版）

- 国道
  -  G353国道（中国語版）
- 省道
  -  217省道
  -  219省道

## 健康・医療・衛生
- 華坪県人民医院
- 華坪県婦幼保健院